# Front populaire pour la démocratie et la justice
Le Front populaire pour la démocratie et la justice (FPDJ) est un parti politique érythréen, fondé en 1994 par Isaias Afwerki et issu de l'aile des anciens du Front populaire de libération de l'Érythrée (FPLE) qui obtint l'indépendance du pays contre l'Éthiopie en 1993.
Le Front populaire pour la démocratie et la justice a abandonné l'idéologie marxiste-léniniste de l'ancien FPLE, qui n'avait tenu qu'un rôle d'instrument d'unité, au profit d'un positionnement nationaliste,,, militariste et libéral. Le FPDJ est le seul parti légal en Érythrée et refuse tout régime autorisant le multipartisme. Il est régulièrement accusé de pratiques totalitaires,,,.
Isaias Afwerki cumule les fonctions de chef de l'État et de président du conseil exécutif du Front populaire pour la démocratie et la justice.

Drapeau du Front Populaire pour la démocratie et la justice

## Secrétaires
- Isaias Afwerki (1994-1995)
- Petros Solomon (1995-1997)
- Al-Amin Mohammed Seid (1997-2021)
- Woldemichael Abraha (en) (depuis 2021)